# Les Films du 24
Les Films du 24 est une société de production cinématographique française, créée fin août 1996.

## Organisation de la société
Sa présidente est Brigitte Maccioni-Charnallet, qui a notamment reçu le Trophée du Film Français en 2014. 
Alain Sussfeld et Guy Verrecchia y sont administrateurs. 
Un de ses administrateurs a été Yves Marmion qui a été nommé directeur général d'UGC Images en 1991. 

## Filiale
- UGC Distribution

## Filmographie sélective
- 2012 : Les Vacances de Ducobu de Philippe de Chauveron
- 2012 : Do Not Disturb de Yvan Attal
- 2012 : La Traversée de Jérôme Cornuau
- 2012 : Thérèse Desqueyroux de Claude Miller
- 2013 : Les Profs de Pierre-François Martin-Laval
- 2013 : Joséphine d'Agnès Obadia
- 2013 : 16 ans... ou presque de Tristan Séguéla
- 2013 : Avant l'hiver de Philippe Claudel
- 2014 : Qu’est-ce qu’on a fait au Bon Dieu ? de Philippe de Chauveron[3]
- 2016 : Joséphine s'arrondit de Marilou Berry
- 2017 : C'est beau la vie quand on y pense de Gérard Jugnot
- 2018 : Gaston Lagaffe de Pierre-François Martin-Laval
- 2018 : Nicky Larson et le Parfum de Cupidon de Philippe Lacheau
- 2019 : Qu'est-ce qu'on a encore fait au Bon Dieu ? de Philippe de Chauveron
- 2019 : Premier de la classe de Stéphane Ben Lahcene
- 2019 : Toute ressemblance… de Michel Denisot
- 2020 : Ducobu 3 d'Élie Semoun
- 2021 : Haute Couture de Sylvie Ohayon
- 2021 : Mes très chers enfants d'Alexandra Leclère
- 2021 : Qu'est-ce qu'on a tous fait au Bon Dieu ? de Philippe de Chauveron
- 2022 : Ducobu Président ! d'Élie Semoun
- 2022 : Chœur de rockers de Ida Techer et Luc Bricault
- 2023 : Notre tout petit petit mariage de Frédéric Quiring
- 2024 : Ducobu passe au vert d'Élie Semoun
- 2025 : Doux Jésus de Frédéric Quiring